# Battle royale (videójáték-műfaj)
A battle royale egy multiplayer videójáték-műfaj, amelyben egy vagy több játékosnak kell a győzelemhez túlélnie a más játékosoktól érkező támadásokat. Mivel a játékmenet általában gyors, a legtöbb ilyen műfajú játékban lehetőség van az újbóli próbálkozásra.

## Története
A műfaj a nevét a Battle Royale (2000) című film nyomán kapta, ami Takami Kósun azonos című regénye alapján készült. Később Az éhezők viadala (2012) című filmmel vált népszerűvé, majd a Minecraft többjátékos módjában használták szórakozásként a játékosok, azután a DayZ és a H1Z1 (új nevén Z1 Battle Royale) videójátékokban jelent meg, amelyek nem váltak olyan népszerűvé. 2017-ben megjelent a PlayerUnknown’s Battlegrounds (röviden: PUBG) és a Fortnite, amik hatalmas sikert arattak. Bár a PUBG népszerűsége hamar lecsökkent. A műfaj sok embernek megtetszett.

## A műfaj lényege
A battle royale módokban fontos a sok lövöldözés és a túlélés. Minden ember kiugrik egy repülőből, vagy hasonlatos repülő járművekből ahonnan le kell ejtőernyőzni egy szigetre, és találniuk kell fegyvereket, hogy megöljék egymást. Emellett jelen van egy kör, ami folyamatosan szűkülve közelebb szorítja a játékosokat egymáshoz, és aki körön kívül van, az sebződni fog. Az győz, aki az utolsónak marad életben, de a többiek is pontokat kapnak egy bizonyos ideig való életben maradásért. A műfaj vonzereje a játékosok számára kettős: egyrészt nem a játékprogram által generált figurák ellen kell harcolni, hanem más játékosok ellen. Másrészt ismerősökből kisebb csapatokat lehet szervezni, akik segíteni tudják egymást játék közben (például sebesülés gyógyításával, fegyverek és lőszerek cseréjével, vagy csak a mozgásuk összehangolásával). A játékosok ugyanis egymással mikrofonnal és fejhallgatóval kommunikálni tudnak.

## Battle royale műfajú videójátékok
- PlayerUnknown’s Battlegrounds
- Fortnite
- H1Z1
- DayZ
- Last Man Standing
- Call of Duty: Black Ops 4
- Call of Duty: Warzone
- Ring of Elysium
- Apex Legends
- Minecraft hunger games

## Fordítás
- Ez a szócikk részben vagy egészben  a   Battle royale game című angol Wikipédia-szócikk fordításán alapul.  Az eredeti cikk szerkesztőit annak laptörténete sorolja fel. Ez a jelzés csupán a megfogalmazás eredetét és a szerzői jogokat jelzi, nem szolgál a cikkben szereplő információk forrásmegjelöléseként.